# Praha-Smíchov (nádraží)

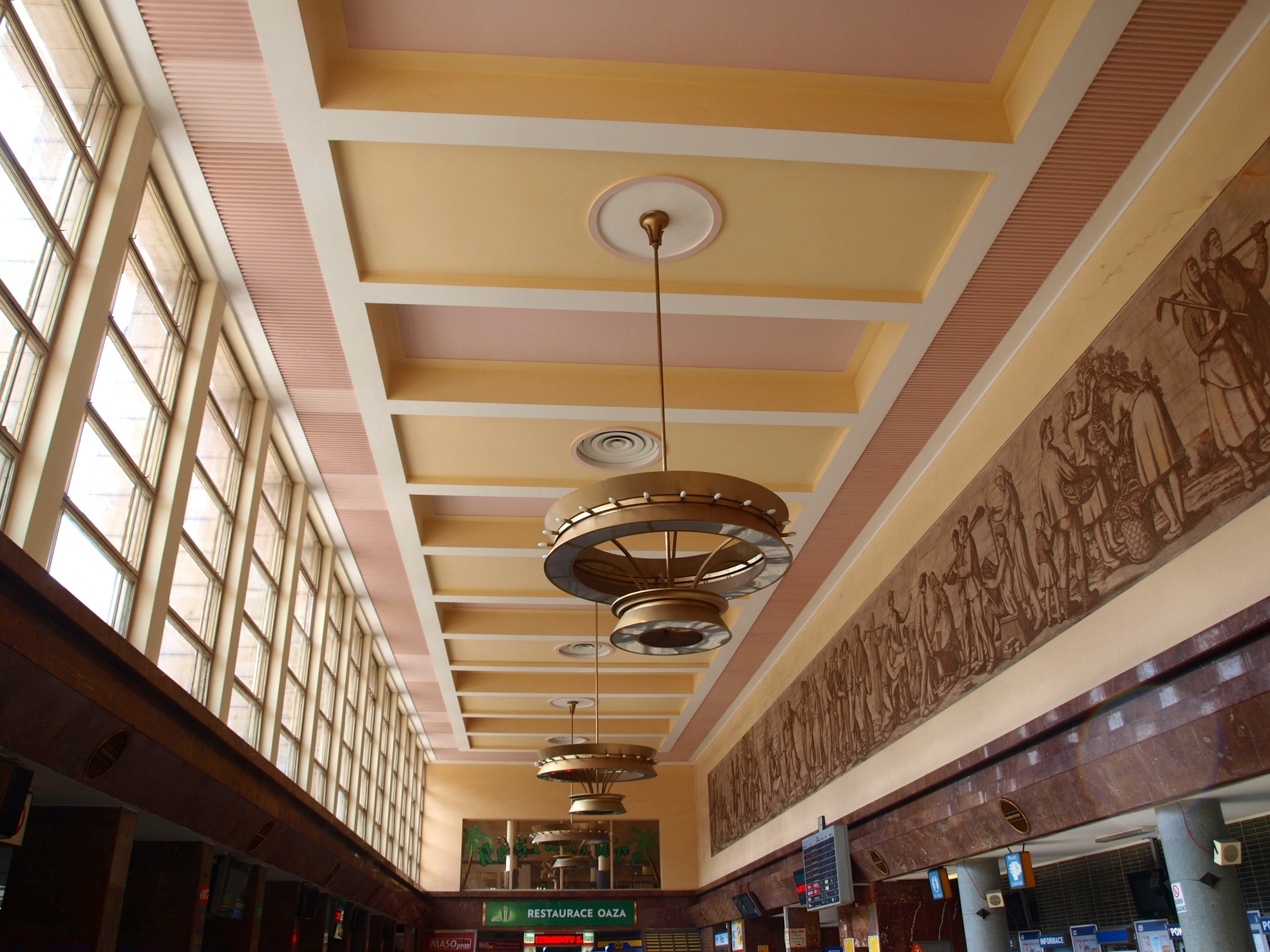
Odbavovací hala nádraží

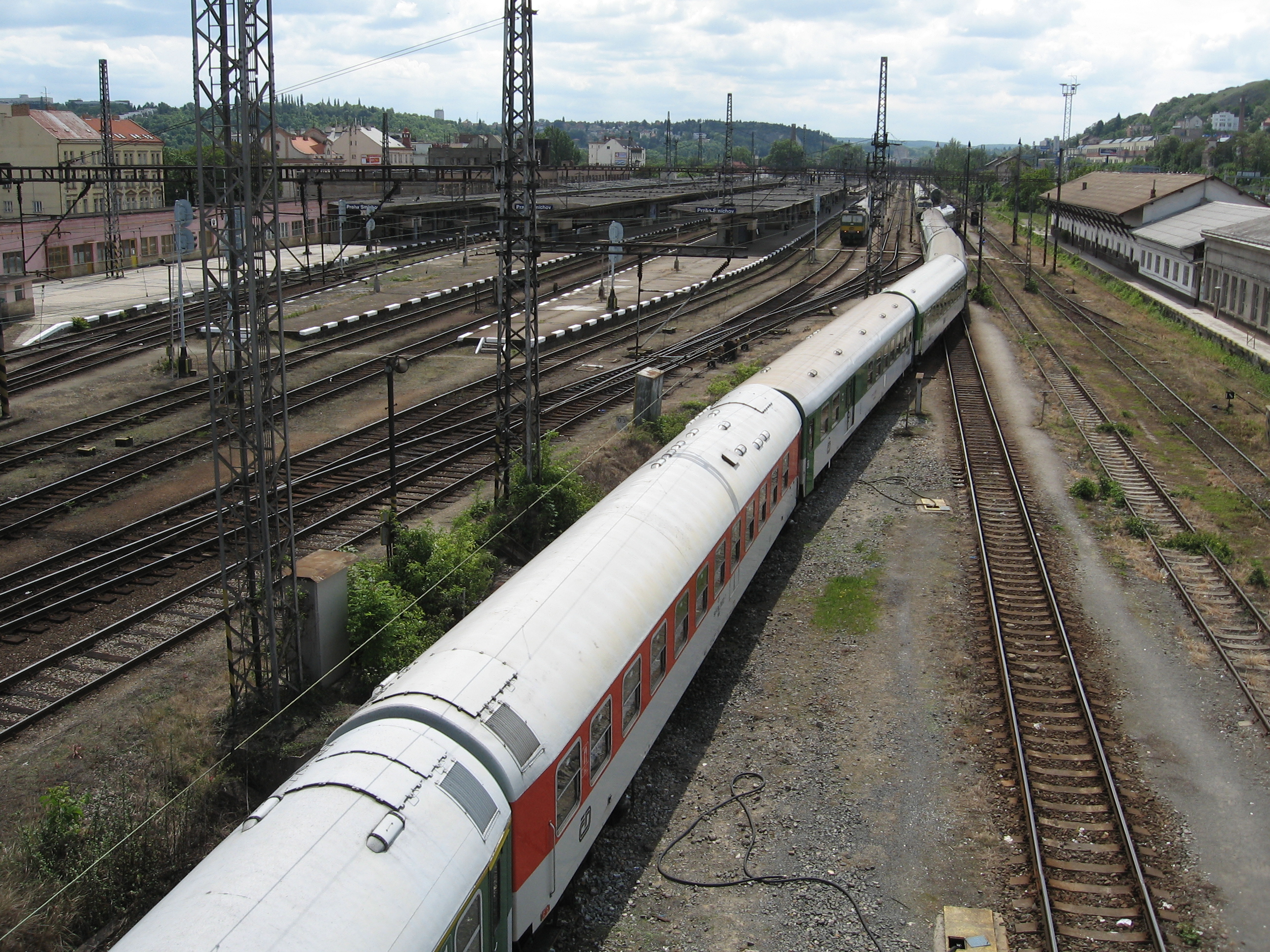
Kolejiště z Radlické lávky

Praha-Smíchov je jedna z významných železničních stanic v Praze. Nachází se v pražské čtvrti Smíchov na adrese Nádražní 1, je napojena na stanici pražského metra Smíchovské nádraží, před nádražní budovou se nacházejí tramvajové zastávky a autobusové terminály pražské integrované dopravy s dopravním spojením do blízkých městských čtvrtí, dále do oblasti Zbraslavi, Mníšku pod Brdy a Štěchovic.
Ze smíchovského nádraží jezdí spoje např. do Berouna, Plzně, Klatov, Železné Rudy, Českých Budějovic či Písku. Měla však také ještě oddělené tzv. severní nástupiště (v jízdních řádech je vedeno jako samostatná stanice), které sloužilo pro železniční trať známou jako Pražský Semmering.
Ze služebního hlediska se železniční stanice Praha-Smíchov dělí na tři obvody: osobní nádraží, společné nádraží (kam patřilo i severní nástupiště) a seřadiště.
13. února 2024 oficiálně začala hlavní etapa rozsáhlé rekonstrukce celé stanice a potrvá až do roku 2027. Dále je v plánu (2026-2028) také rekonstrukce výpravní budovy s výstavbou autobusového terminálu.

## Historie
Stanice zahájila provoz v roce 1862 pod názvem Praha (Česká západní dráha) jako konečná stanice České západní dráhy vedoucí z Bavorska přes Plzeň na předměstí Prahy.
V roce 1872 se do stanice napojila trať Buštěhradské dráhy z Hostivice. V témže roce byla dokončena Pražská spojovací dráha, která vedla přes vltavský železniční most a stanici Vyšehrad přes dnešní hlavní nádraží do výhybny Hrabovka. Tato dráha se až do roku 1888 používala pouze pro nákladní dopravu. V roce 1873 byla uvedena do provozu trať Pražsko-duchcovské dráhy z Mostu přes dnešní Rudnou u Prahy. Od roku 1895 se stanice nazývala Smíchov, v letech 1909 až 1920 pak Smíchov státní nádraží. Roku 1897 byla postavena výpravní budova. Mnoho desítek let bylo nádraží známé jako nádraží Západní dráhy nebo krátce Západní nádraží. Takto byly označeny i zastávky pražské městské dopravy.

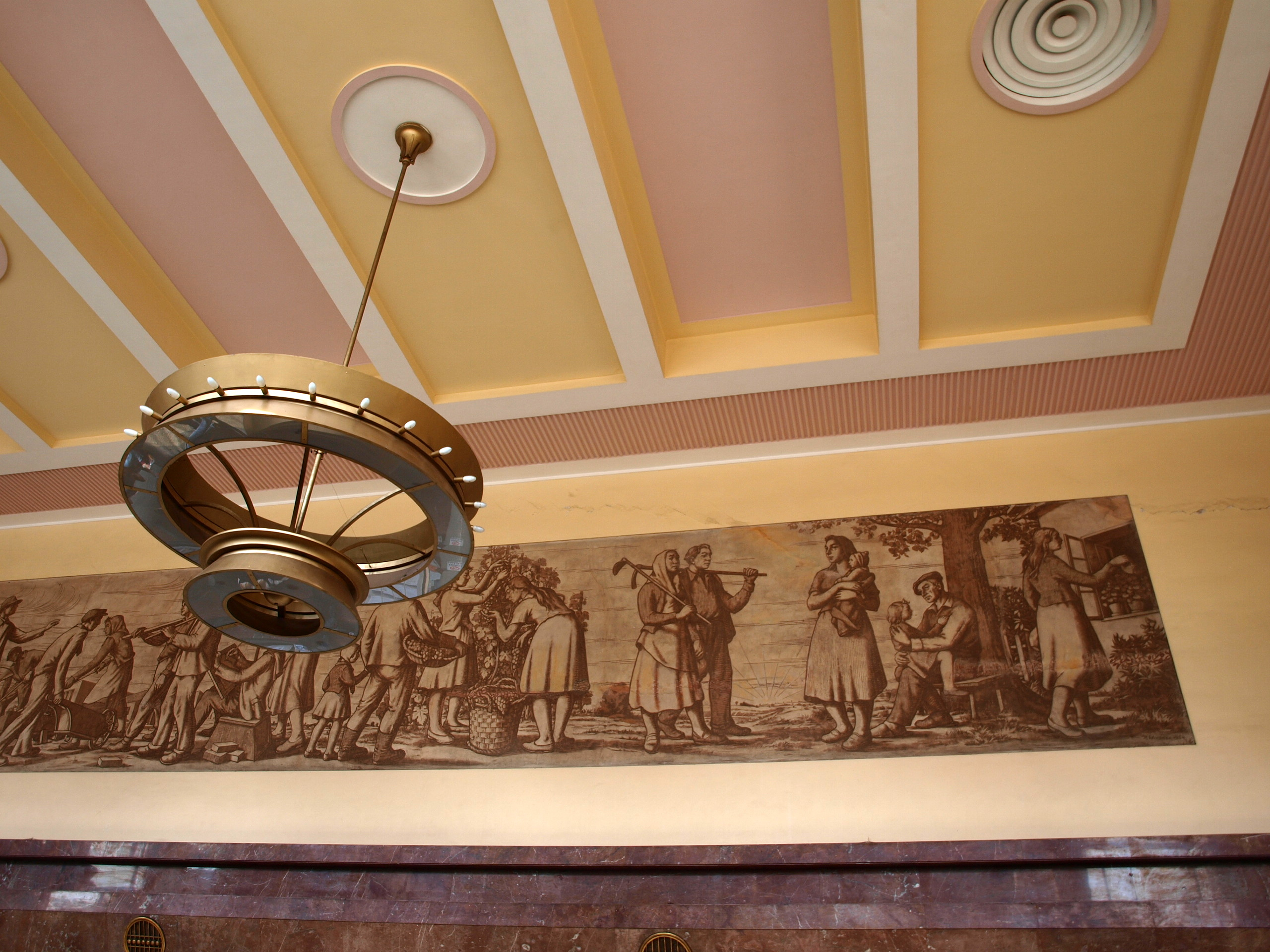
Výzdoba odbavovací haly z dob budovatelské éry, jejímž autorem je Richard Wiesner

Původní odbavovací budova z 19. století ležela severněji (příjezdová budova byla na sever od lávky). V letech 1953 až 1956 byla zbořena a nahrazena funkcionalistickou budovou, kterou navrhli architekti Jan Zázvorka starší a Jan Žák. Výrazný prvek výzdoby odbavovací haly tvoří budovatelská freska Richarda Wiesnera. K dalším úpravám došlo roku 1985 při napojení na pražské metro. Tehdy byla kolem hlavní odbavovací haly přistavěna přízemní budova a došlo tak k rozšíření vnitřního prostoru.
Nádraží od té doby nebylo rekonstruováno, proto začalo chátrat. V současné době jsou ve špatném stavu především nástupiště. Část kolejiště ustoupila v 90. letech 20. století rychlostní komunikaci, která spojuje tunel Mrázovka s Barrandovským mostem.
Ve druhé polovině 10. let 21. století započaly přípravy na rozsáhlou rekonstrukci. Byla provizorně vyměněna zastaralá informační technika, nádražní budova dostala provizorní nová okna a dveře a došlo k odstranění stánků s občerstvením ze třetího nástupiště. Na počátku roku 2021 byl ukončen provoz tradiční nádražní restaurace Oaza.
V roce 2024 byla zahájena demolice původních nástupišť. 
Nádraží bylo od první poloviny dvacátého století přemostěno pěší lávkou spojující tuto část Smíchova (Nádražní ulici) s částí Smíchova u Radlic (Křížová a Radlická ulice). Ačkoliv lávka prochází přímo nad severním nástupištěm, schodiště umožňující příchod k jeho nástupišti bylo dobudováno až v roce 2007. Roku 2023 byla kvůli plánované rekonstrukci lávka z roku 1929 demontována a koupilo ji město Mladá Boleslav.

## Současnost
Stanice má velký význam pro zabezpečení dopravy do zaměstnání. Využíváno je pro rychlíkové spoje do Německa a západních Čech, dále pro příměstské vlaky linky S7 do Poberouní a S65 do oblasti Rudné. Trať využívají i rekreanti, zvlášť k cestám do oblasti Radotína, Černošic, Řevnic, Karlštejna, Srbska a Berouna.

## Budoucnost
Správa železnic v budoucnu plánuje zásadní rekonstrukci celého nádraží, ve spolupráci s Magistrátem hlavního města Prahy a Institutem plánování a rozvoje je zde plánováno vybudování nového víceúčelového dopravní terminálu. Na ten by se měla přesunout autobusová doprava z blízkého nádraží Na Knížecí. Vyroste zde také parkoviště s kapacitou přibližně tisíc aut a tisíc jízdních kol. Současná historická hala zůstane zachována, bude však obestavěna novou halou s obchody a dalšími službami. Služební budovy navazující na dopravní halu budou předělány na administrativní centrum, kam přesune celé své sídlo státní organizace Správa železnic. Nové nádraží Praha-Smíchov tak propojí vlakovou, autobusovou, osobní, tramvajovou, cyklistickou i podpovrchovou dopravu do jediného komplexu. Severozápadní část nádraží bude využita k výstavbě bytových domů. K zahájení výstavby by mělo dojít v lednu 2024.

## Severní nástupiště
O Severním nástupišti podrobně pojednává článek Praha-Smíchov severní nástupiště.

## Návazná doprava
Západní nádraží, tehdy ležící v samostatném městě Smíchov, se stalo jedním z nejvýznamnějších přepravních zdrojů a cílů rodící se městské hromadné dopravy v pražské aglomeraci a hrálo klíčovou roli v rozvoji omnibusové i tramvajové dopravy. Počátky omnibusové dopravy v Praze sahají k roku 1829. Zprovoznění Západního nádraží učinilo z linie Smíchov – Karlín na dlouhé období hlavní přepravní směr. Od roku 1862 provozoval omnibusové spojení od Karlínského náměstí k Západnímu nádraží podnikatel J. Ballaben, v dalších letech jsou v podobných trasách zmínky i o konkurenčních linkách dalších provozovatelů. Roku 1870 vznikl dopravní podnik Karlínské podniknutí omnibusův (majitelé Donát, Rademacher a spol.), který provozoval až do roku 1879 dopravu na dvou linkách, z Karlína na Malou Stranu a z Karlína ke smíchovskému nádraží. Na stejných dvou trasách působila v letech 1872–1883 konkurenční První pražská společnost pro omnibusy. Na trase z Karlína k Západnímu nádraží byla zřízena i první linka pražské koněspřežné tramvaje, nejprve 23. září 1875 jen z Karlína k Vltavě, a poté od 16. května 1876 i levobřežní část, protože z technických důvodů nebyla umožněna jízda přes řetězový most císaře Františka I. Roku 1878 byl zprovozněn Palackého most, ale koňka od nádraží státní dráhy Jindřišskou a Myslíkovou ulicí po něm byla zavedena až 28. června 1883. Úsek mezi Andělem a Smíchovským nádražím byl od 16. srpna 1883 prvním místem v Praze, kde po jednom traťovém úseku jezdily dvě tramvajové linky, a stal se tak počátkem přechodu od traťového systému dopravy k linkovému. 18. prosince 1900 byla tramvajová trať přes Palackého most ke smíchovskému nádraží elektrifikována, 17. června 1901 pak i trať přes nový, kamenný most císaře Františka I. přes Újezd. Tramvajová smyčka u smíchovského nádraží (26. dubna 1914 – 9. prosince 1953) byla po smyčce na Výstavišti a Purkyňově náměstí třetí stálou tramvajovou smyčkou v Praze, další smyčka po přebudování zde stála od 25. listopadu 1953 do 20. října 1978, nejnovější smyčka pak od 21. prosince 1998. 16. července 1925 byla trať od nádraží prodloužena dále ke zlíchovskému lihovaru. 2. listopadu 1985 bylo ke smíchovskému nádraží přivedeno metro, které od 16. října 1988 pokračuje dále na Nové Butovice. Po lávce jsou od nádraží přístupné též zastávky tramvají a autobusů u křižovatky Radlické a Křížové ulice.

## Smíchovské nádraží v umění
Smíchovské nádraží je centrem děje dětské knížky Pavla Naumana Pohádky o mašinkách, podle níž byla vytvořena i série večerníčků.

## Galerie

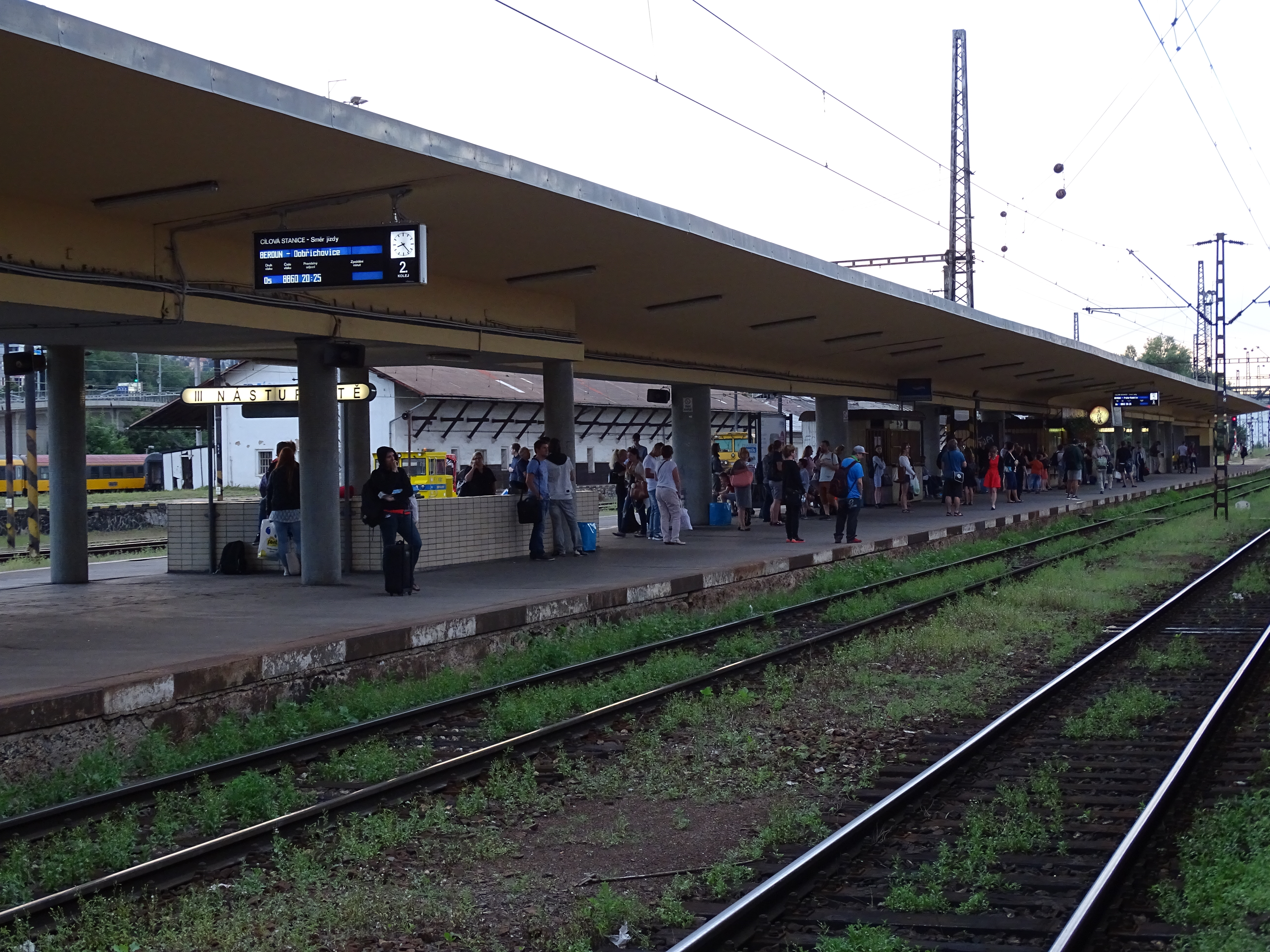
3. nástupiště
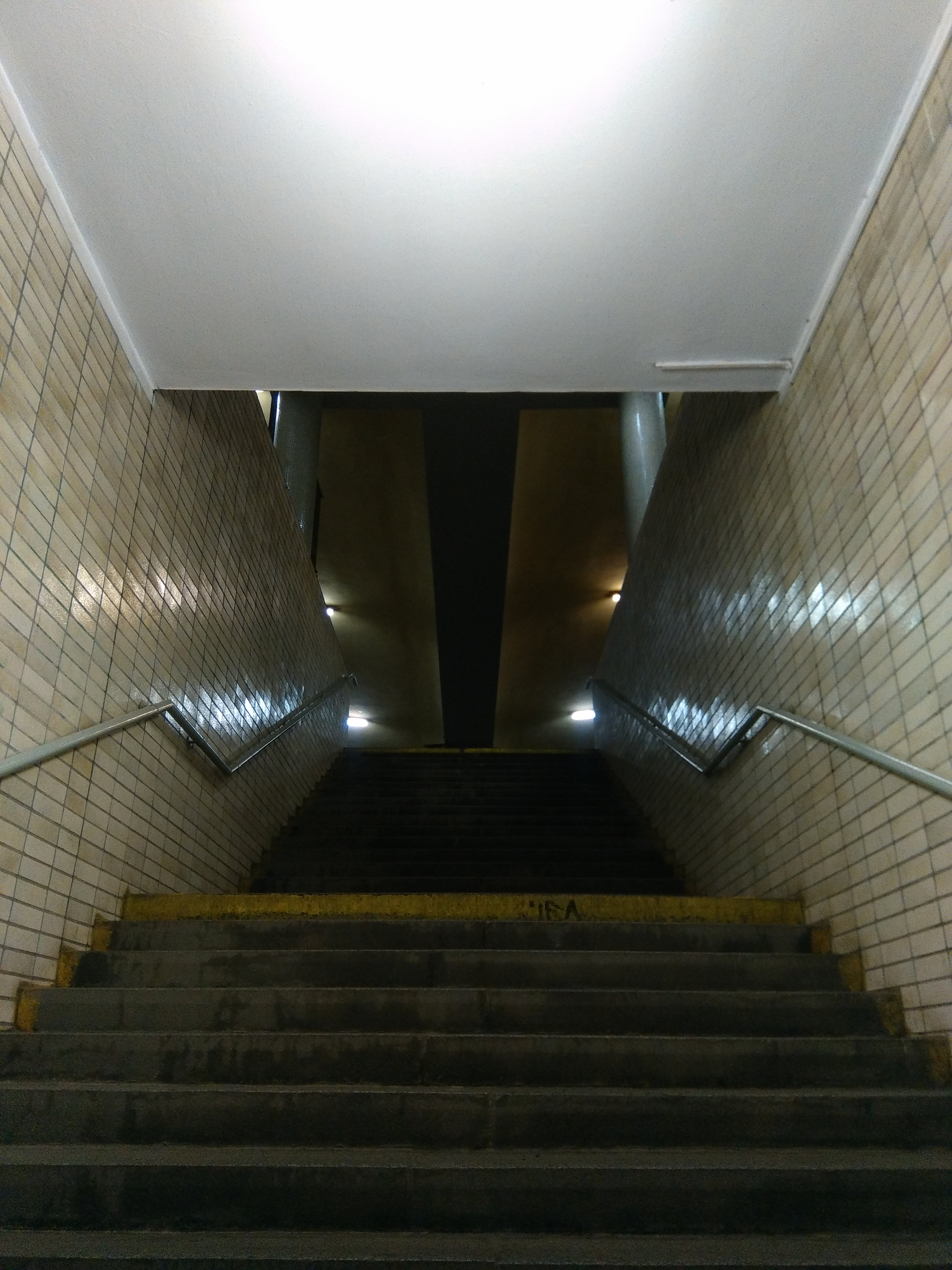
Vstup do podchodu
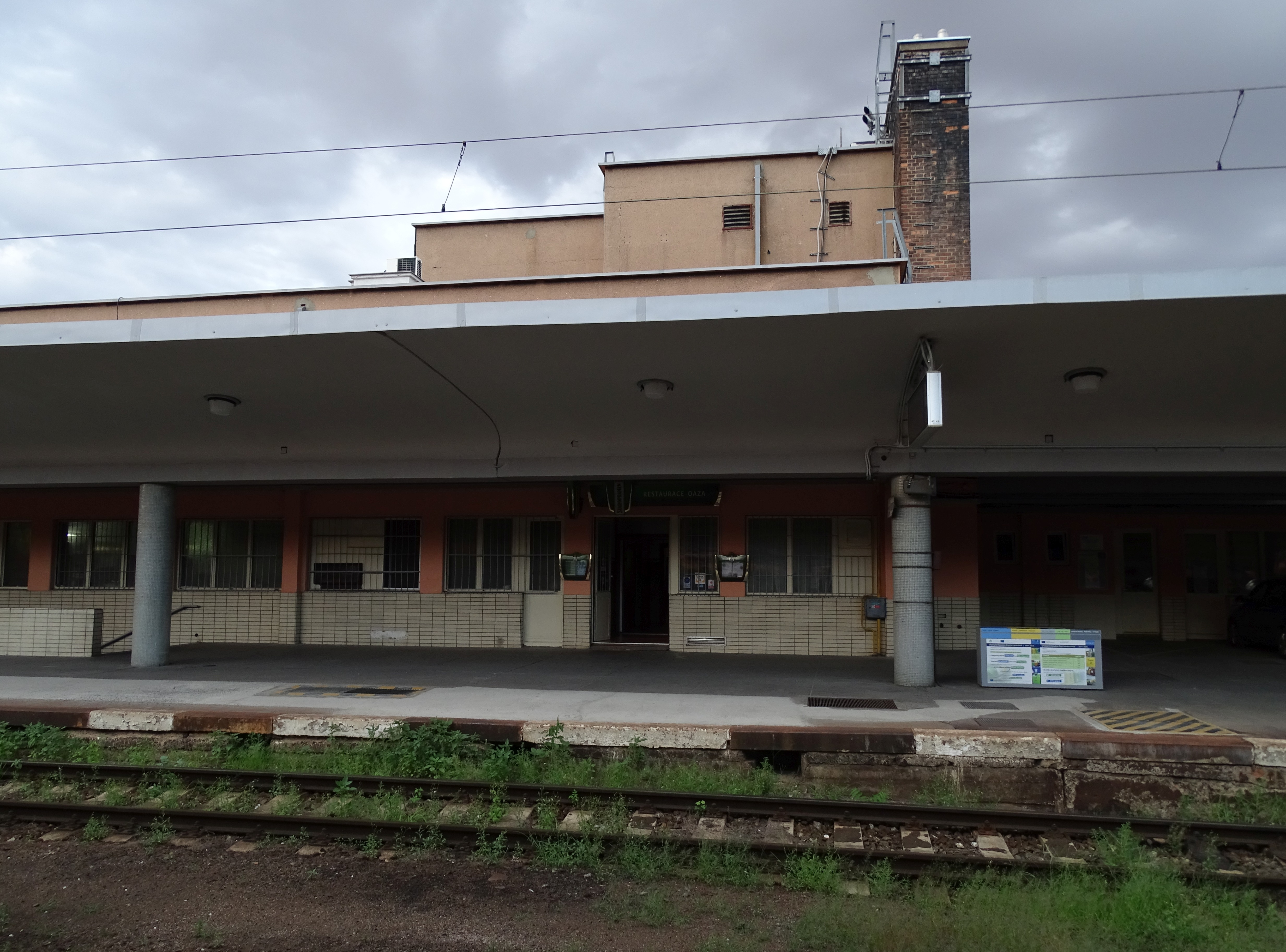
Pohled na 1. nástupiště
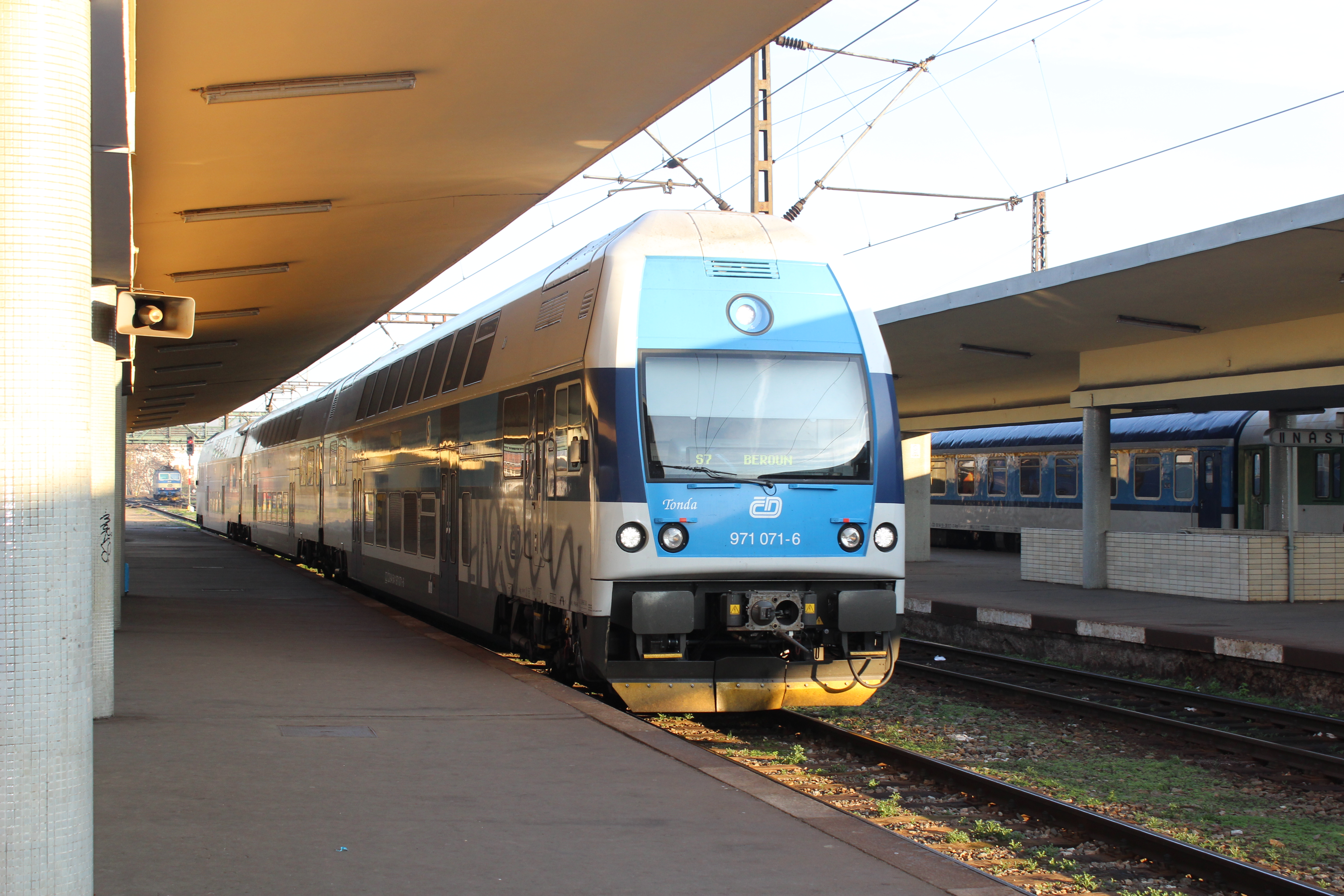
Jednotka CityElefant na Smíchově
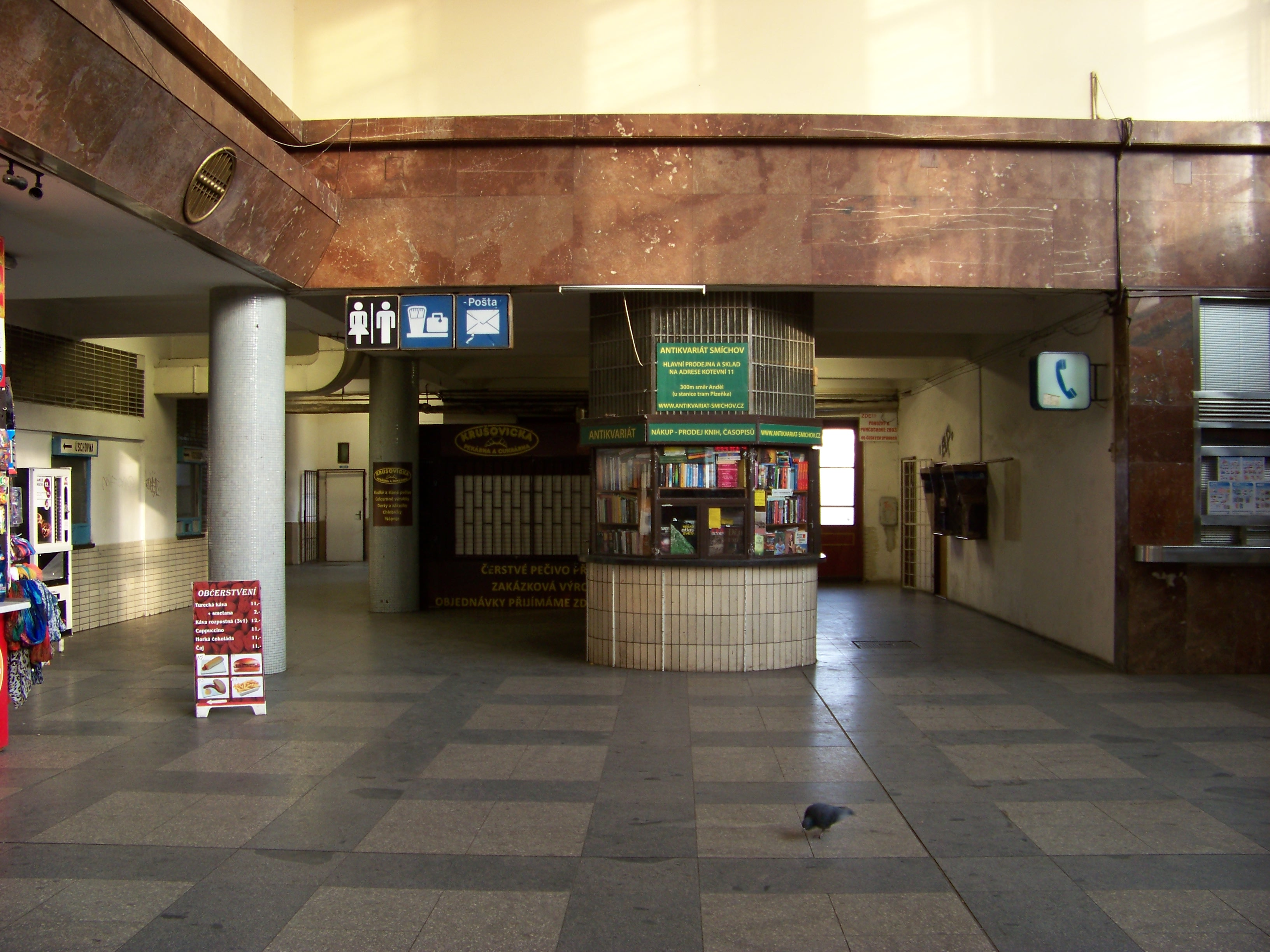
Unikátní antikvariát v historické budově
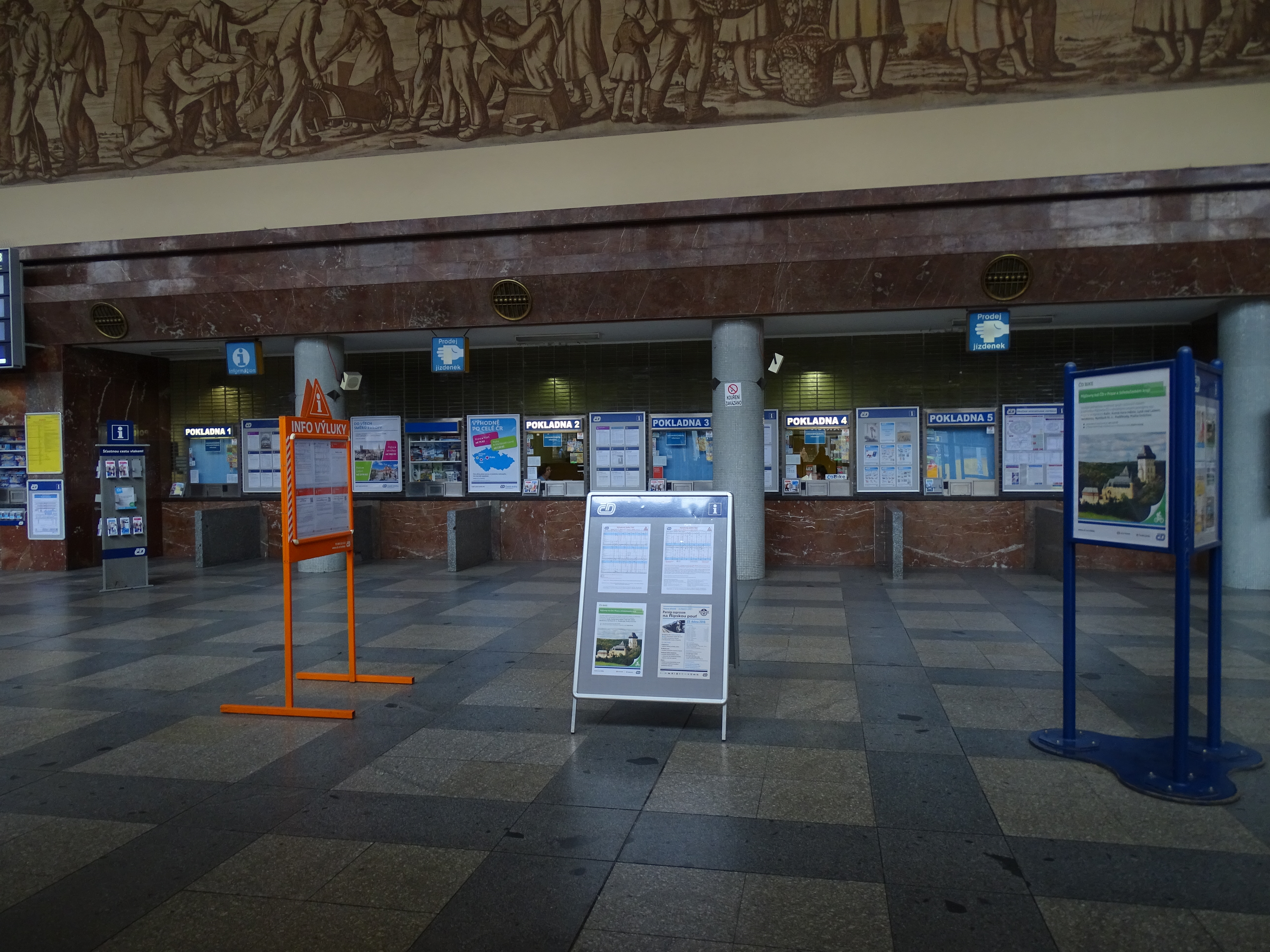
Hlavní vestibul
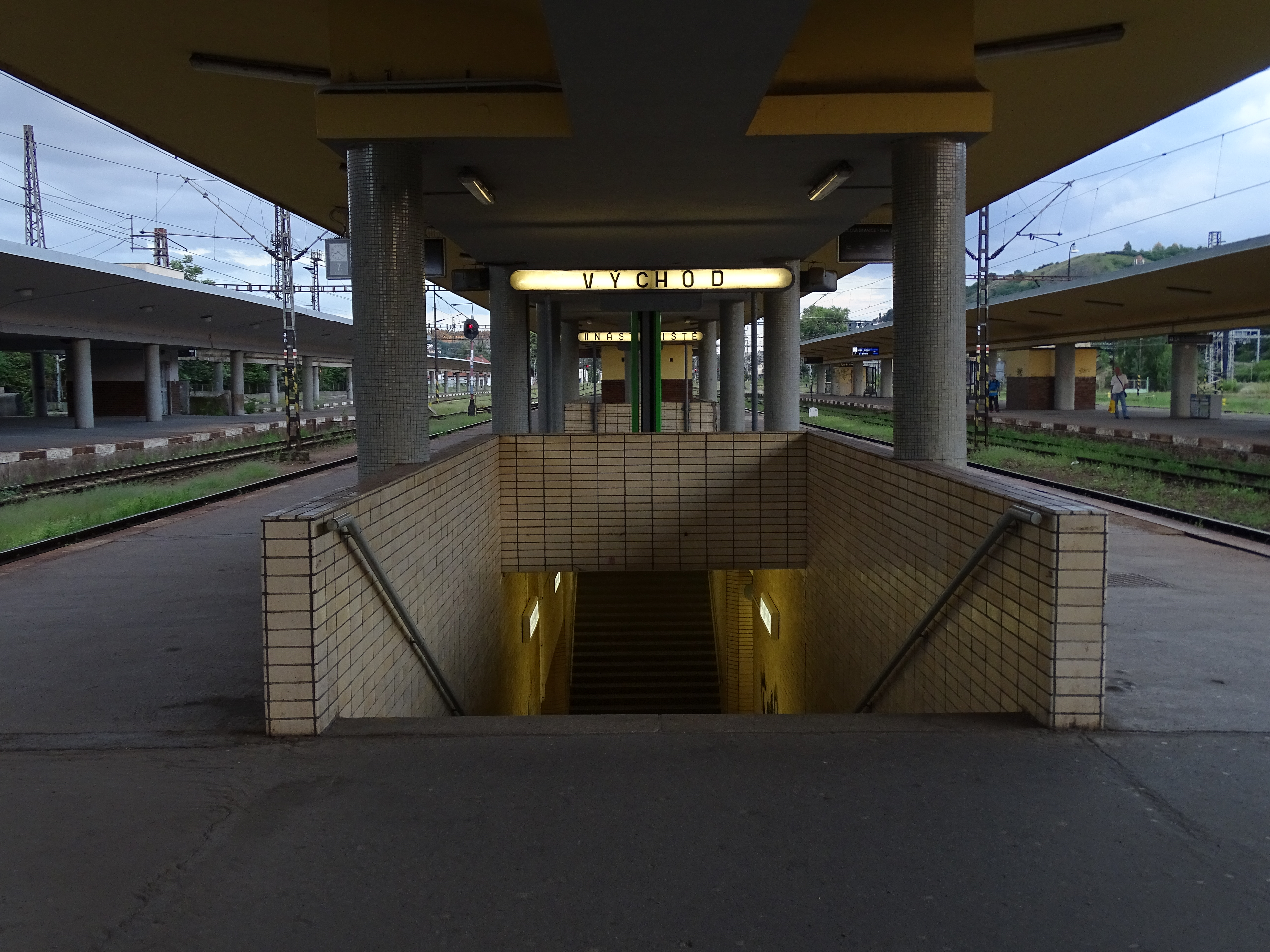
Vstup do podchodu
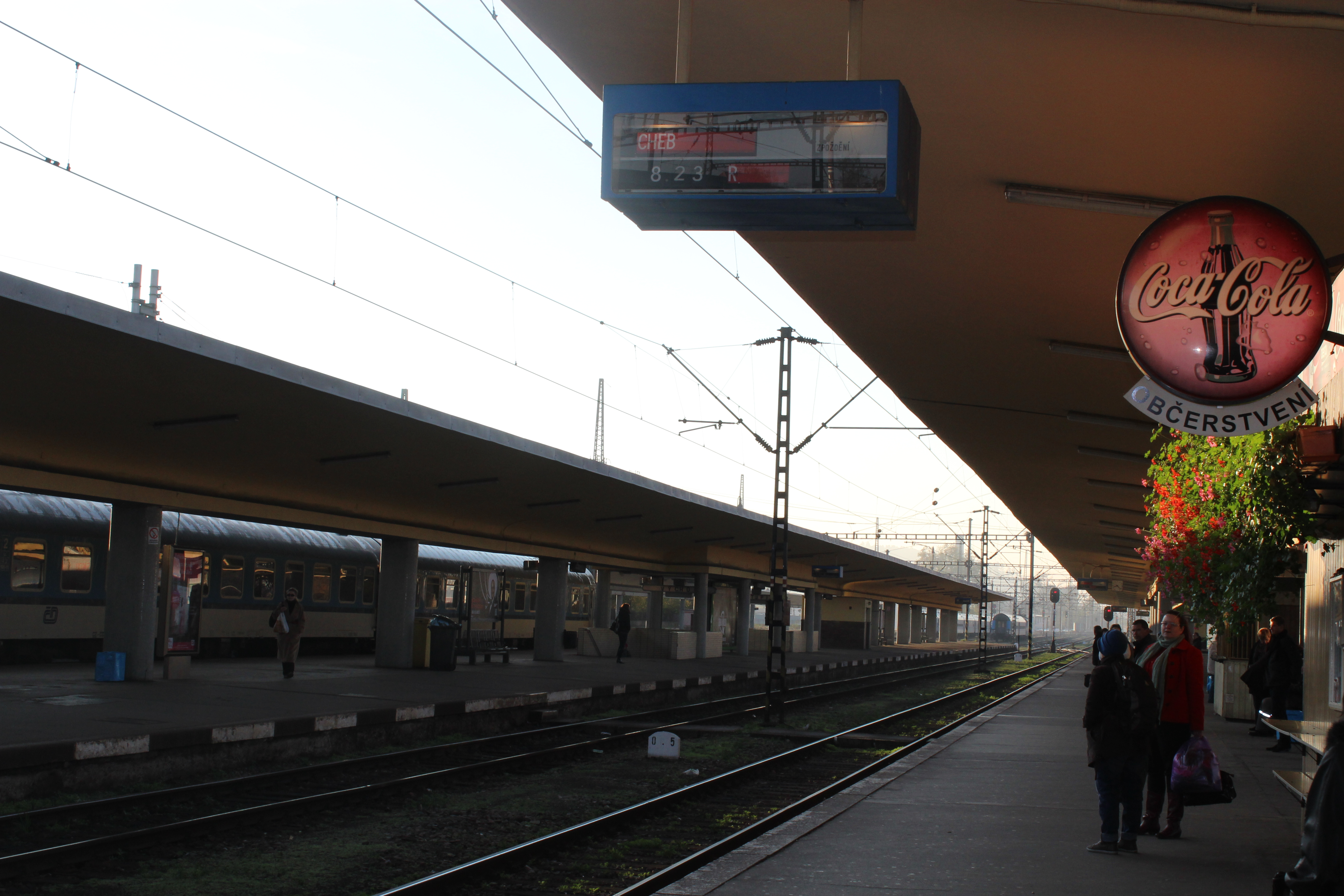
Archivní fotografie zachycující historický informační systém a stánek na 3. nástupišti
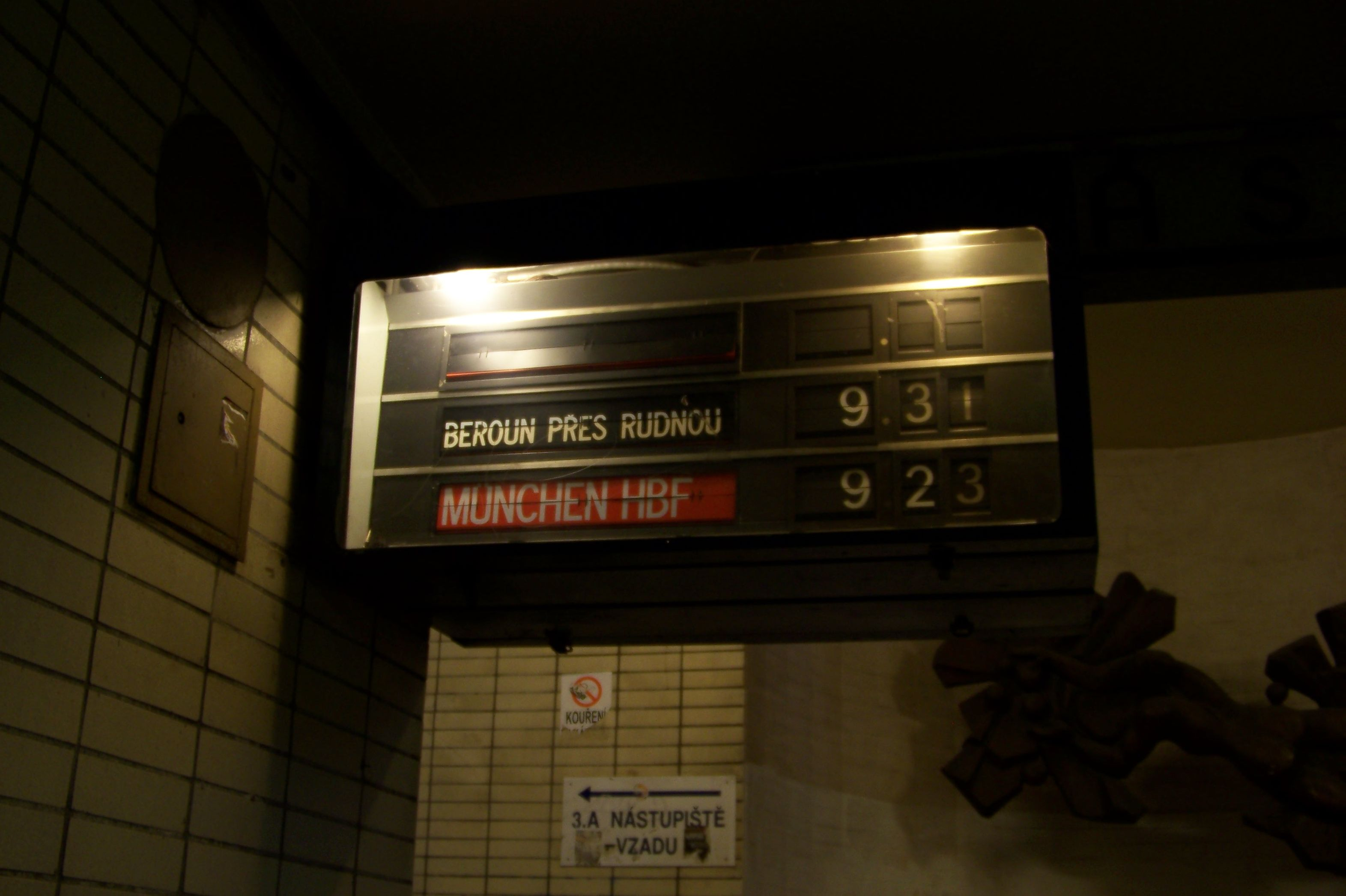
Původní historický informační systém
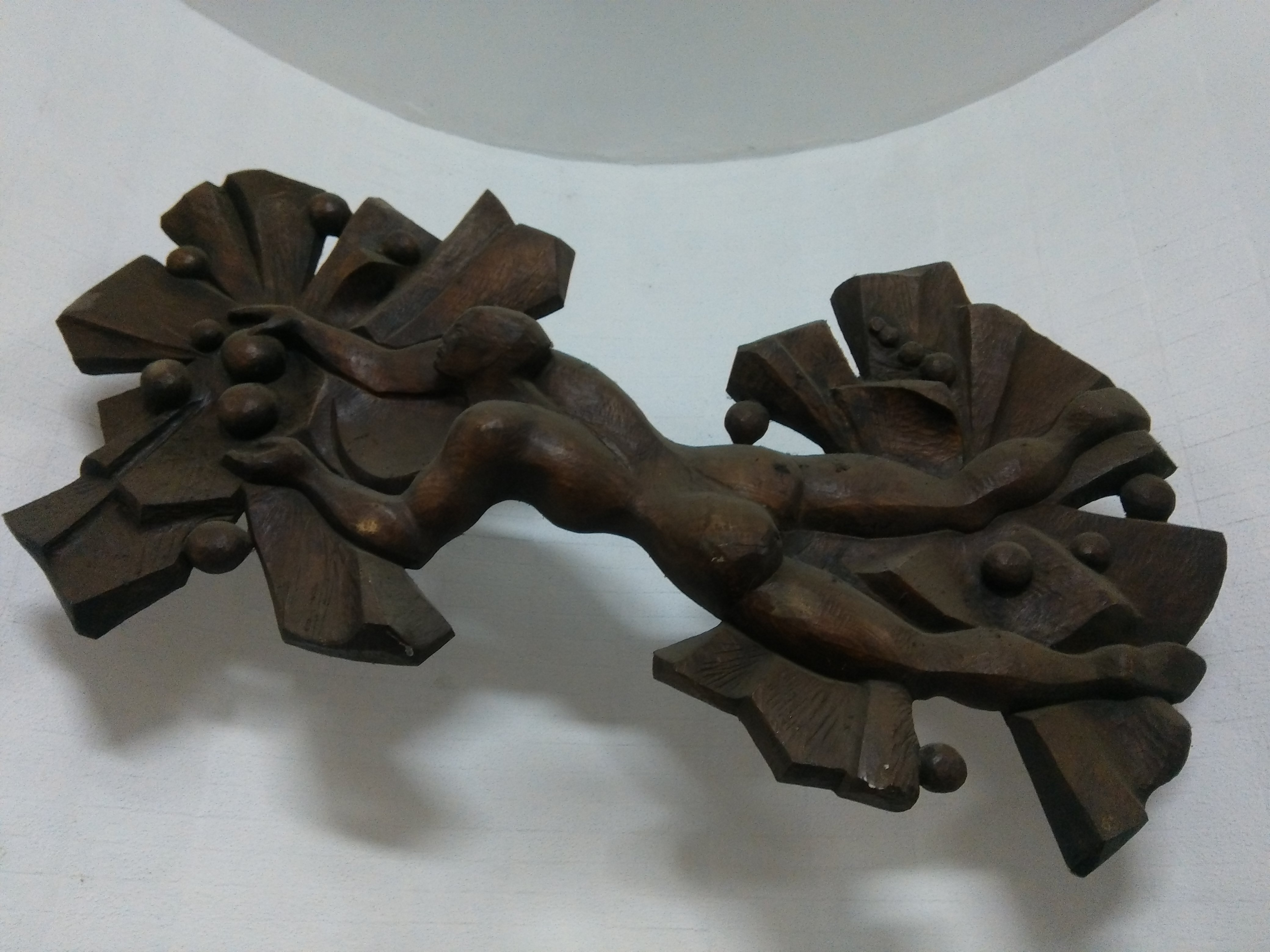
Plastika v podchodu
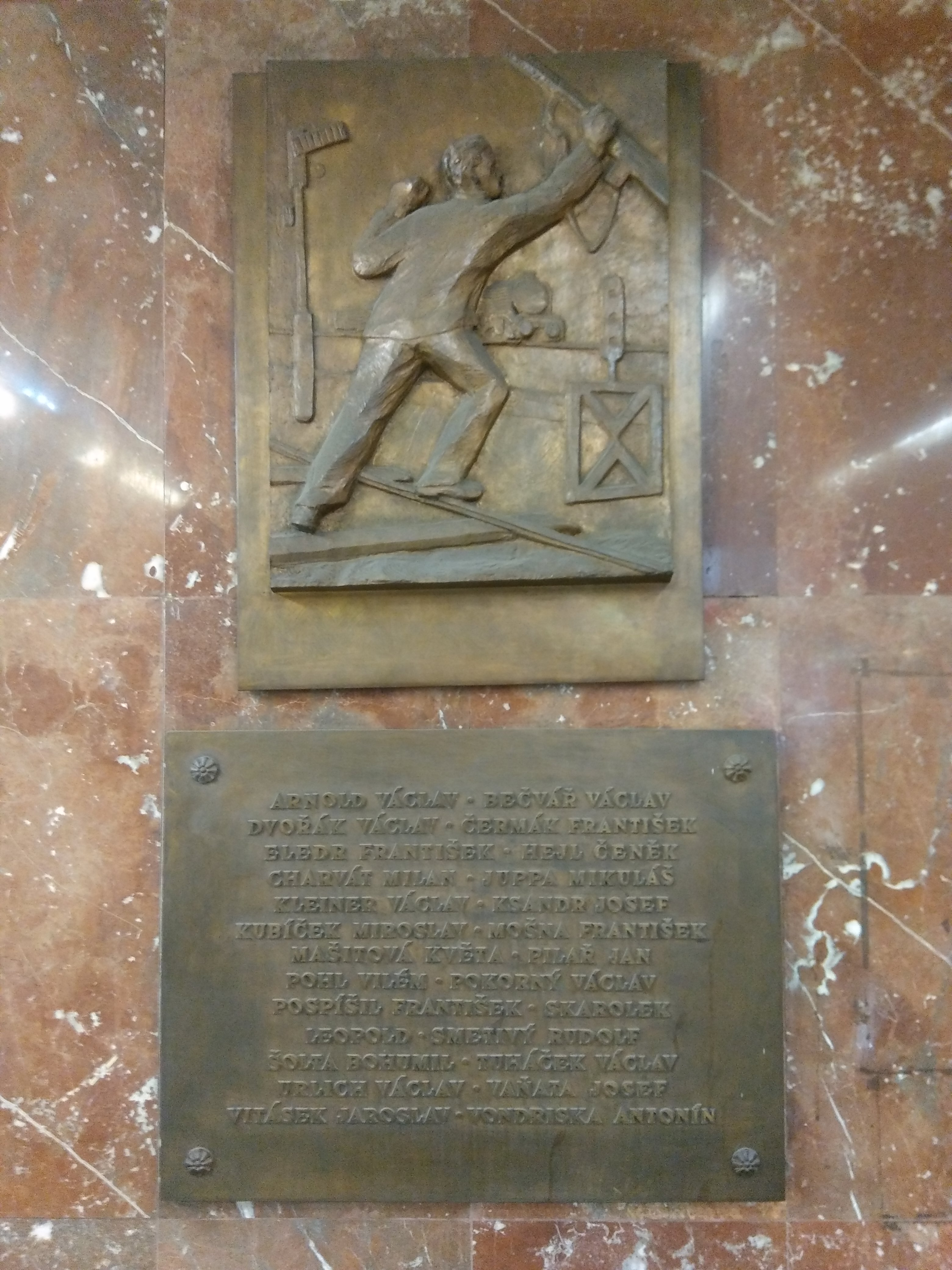
Památník obětem pražského povstání
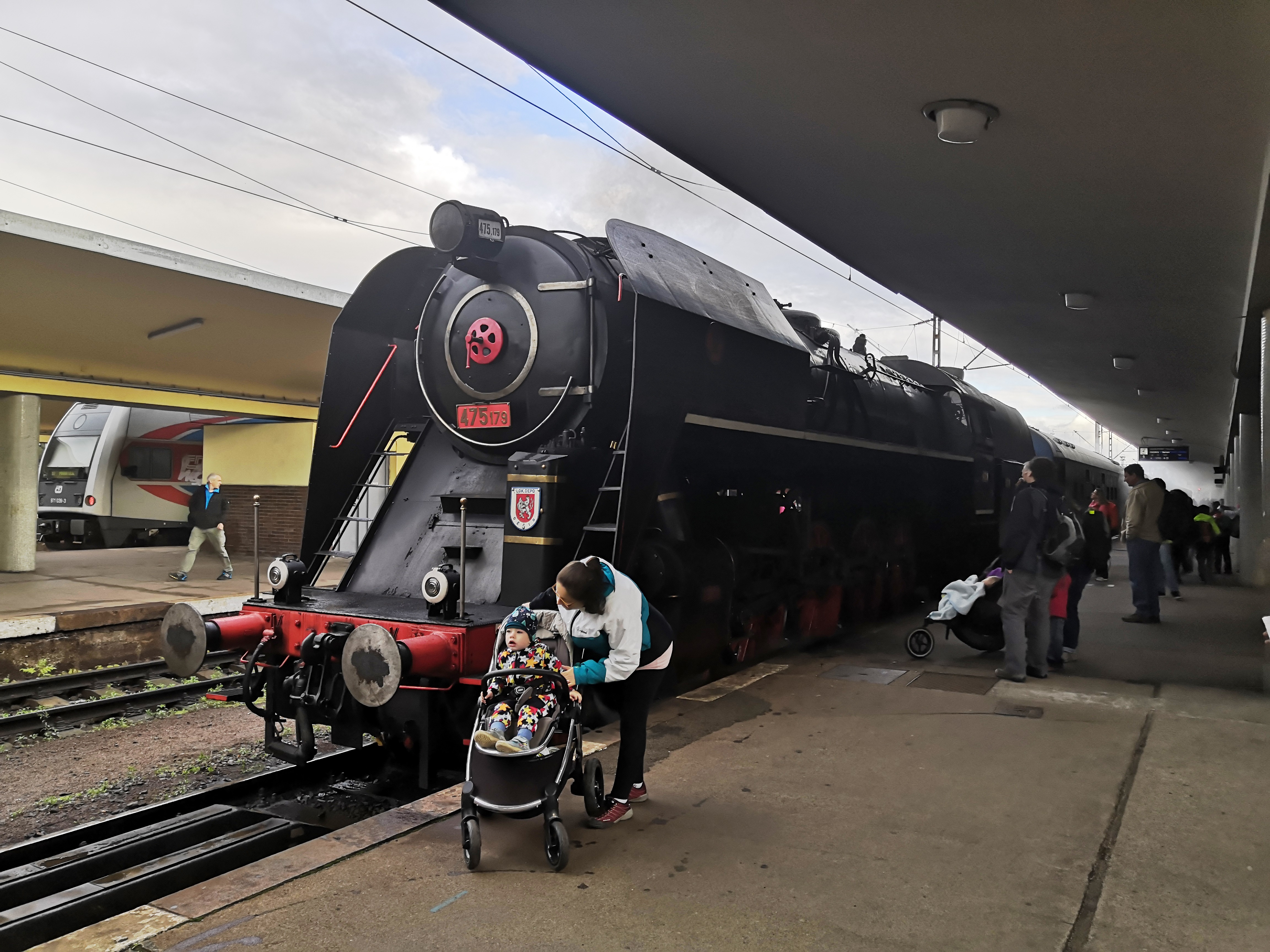
Nostalgická jízda
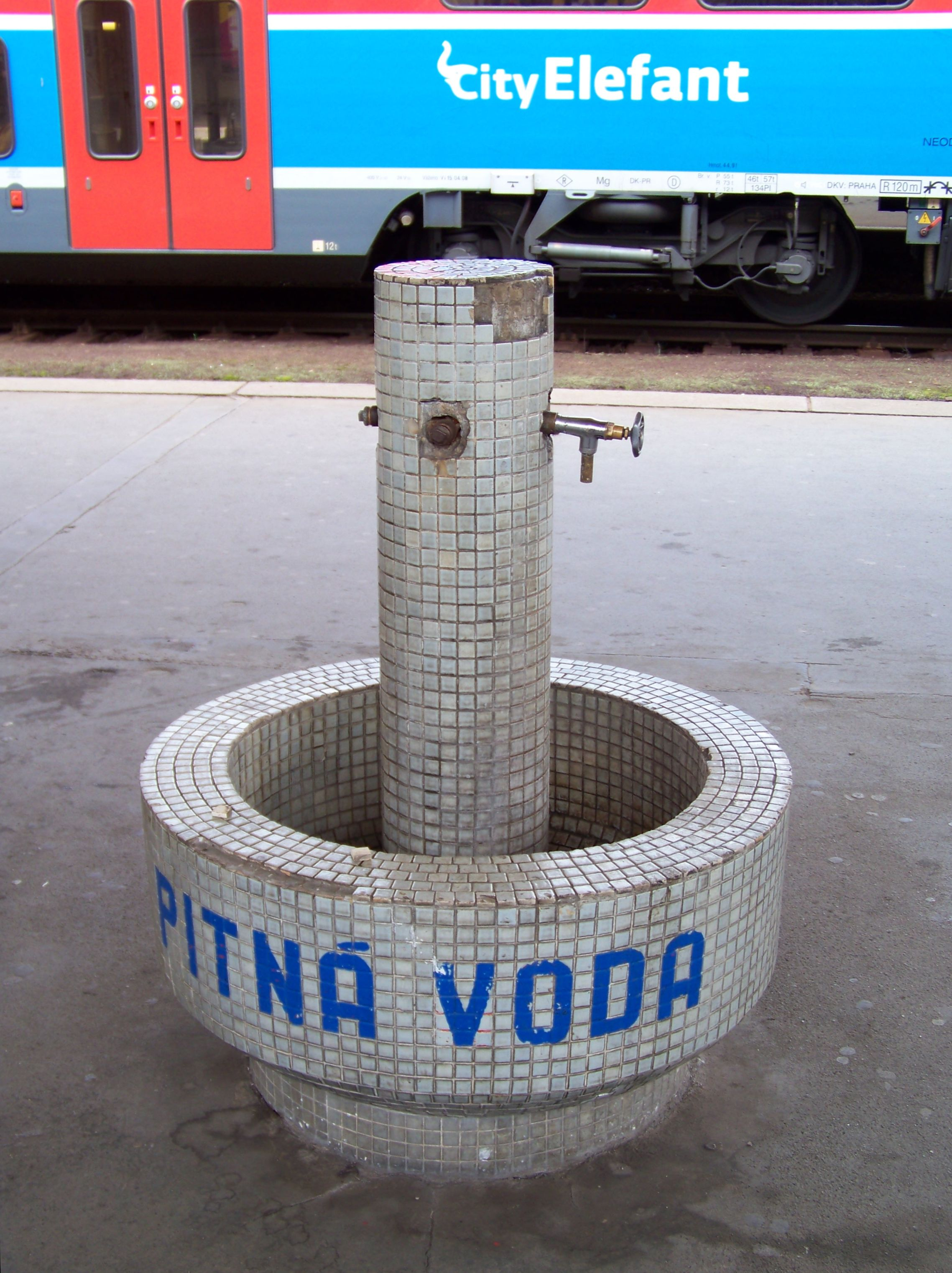
Dnes již neexistující původní pítko na 3. nástupišti
- Původní odjezdová tabule ve vestibulu
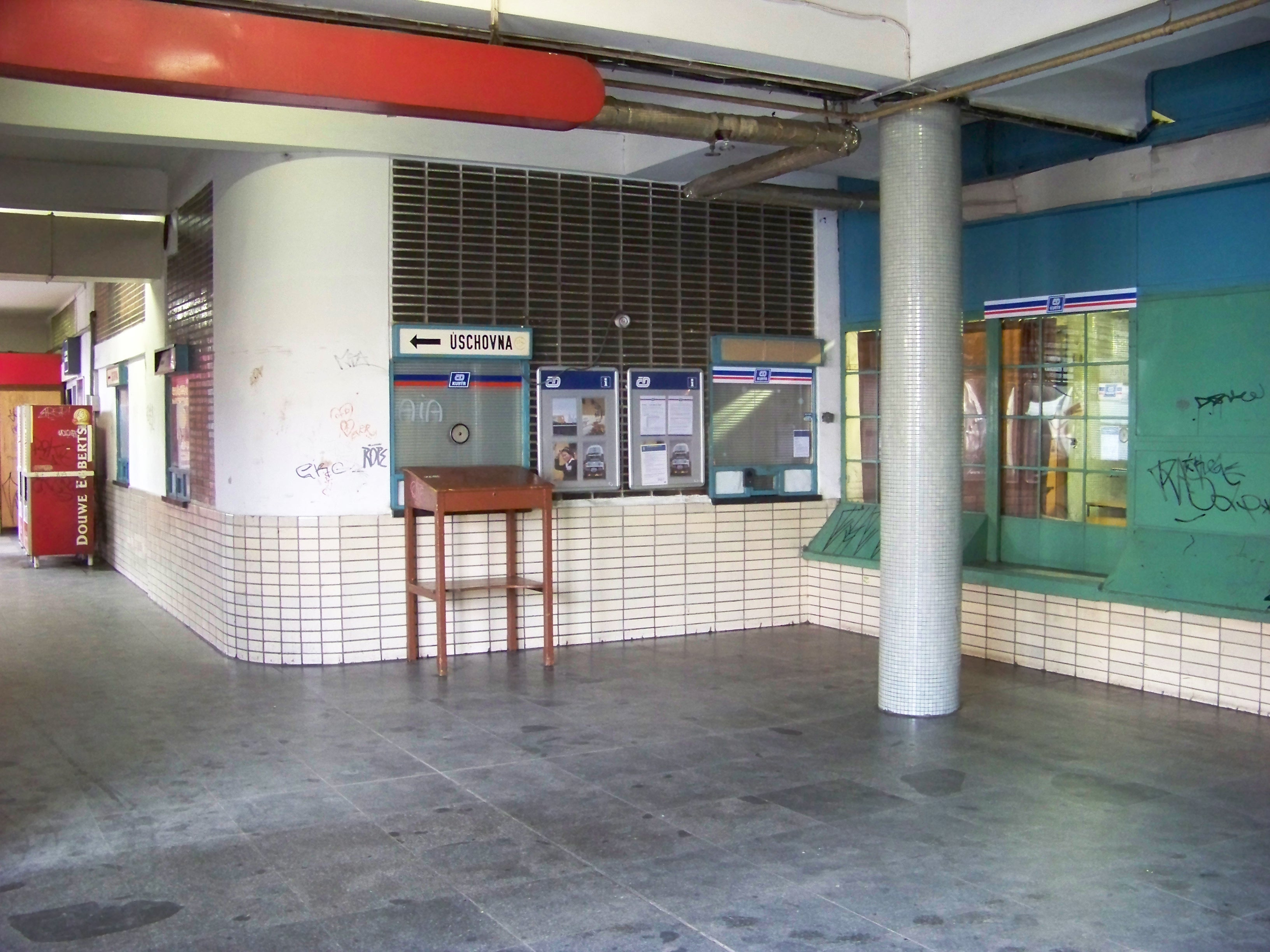
Vestibul stanice
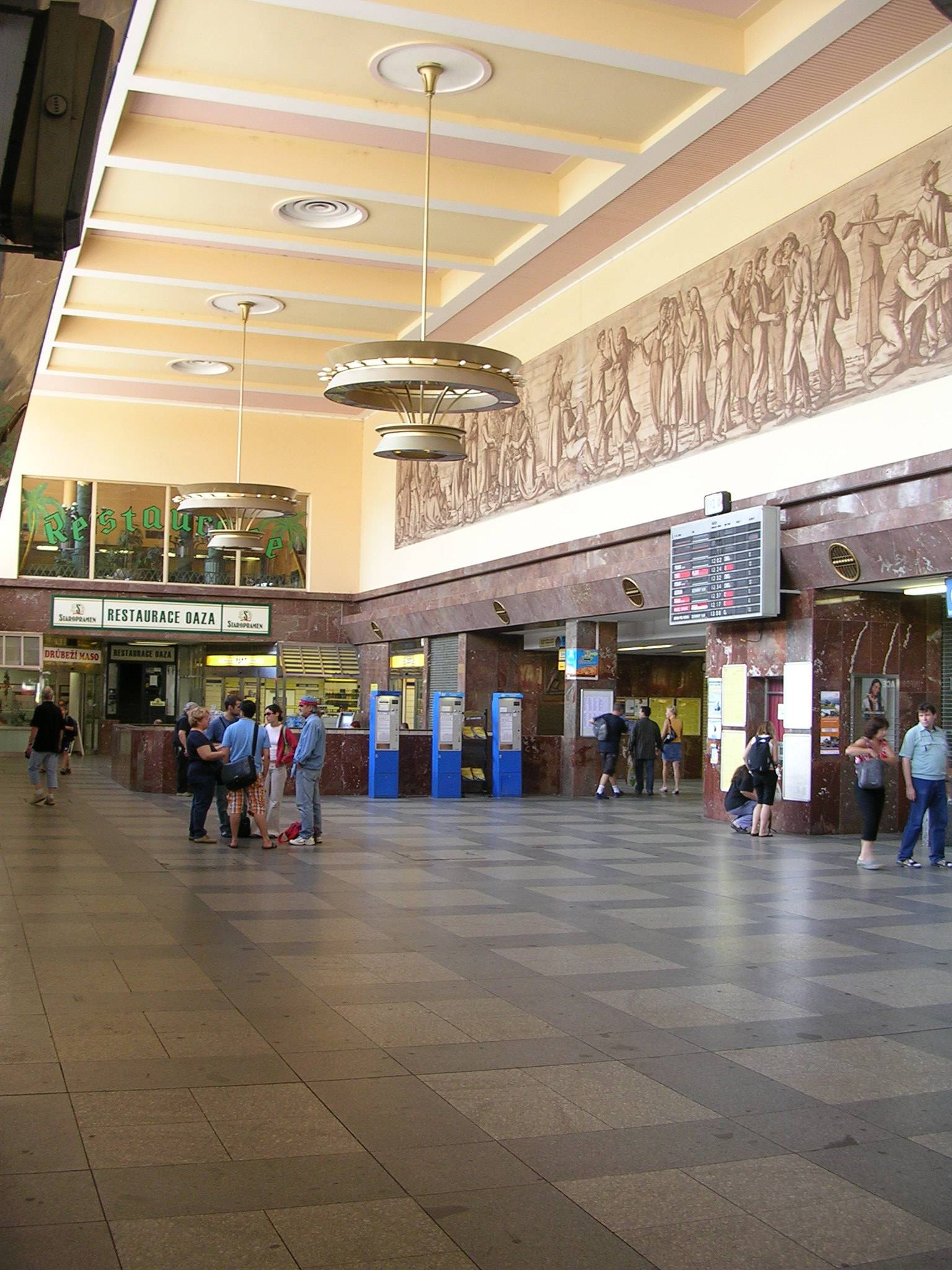
Pohled do hlavní haly
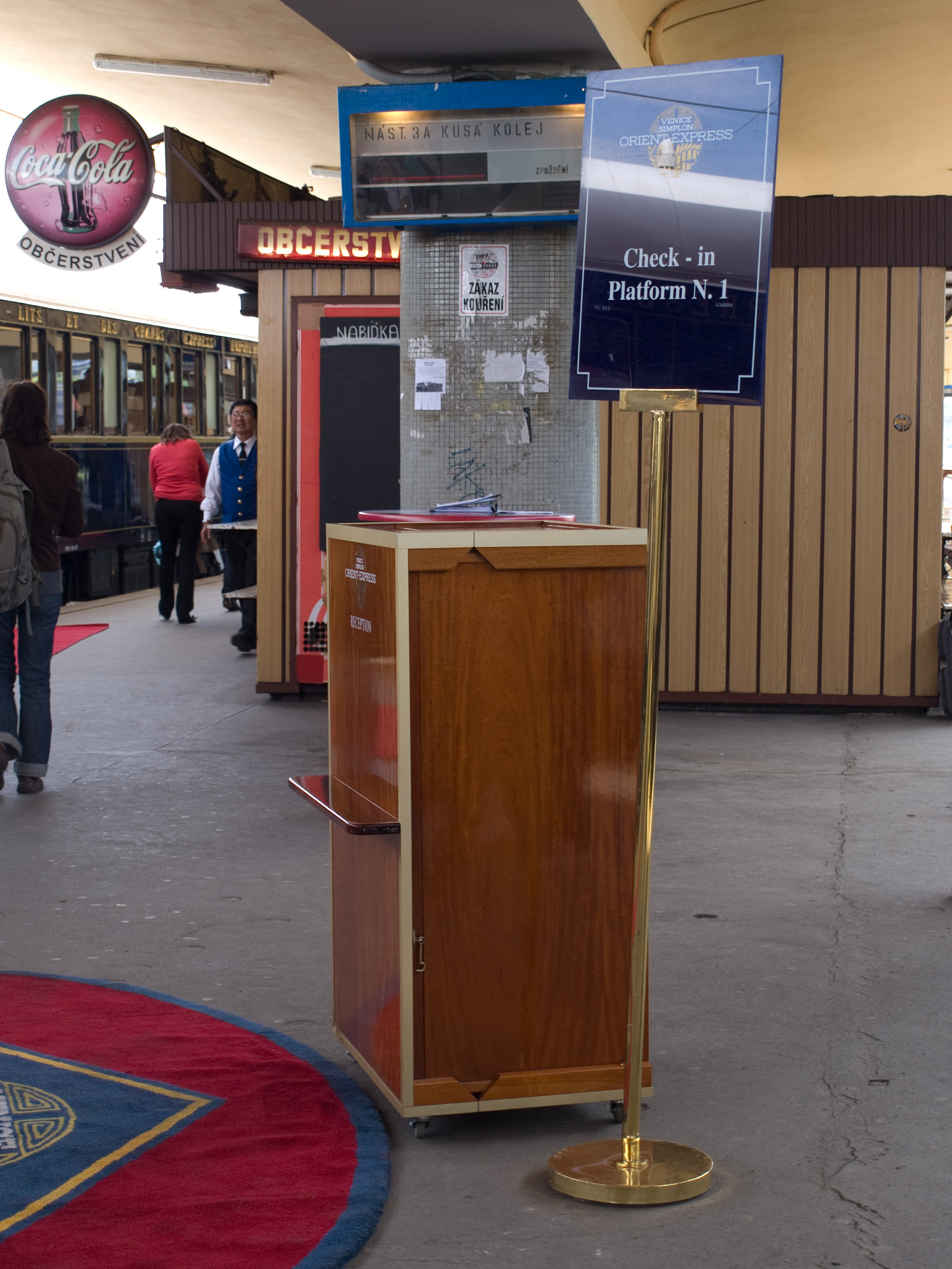
Původní vzhled 3. nástupiště se stánkem
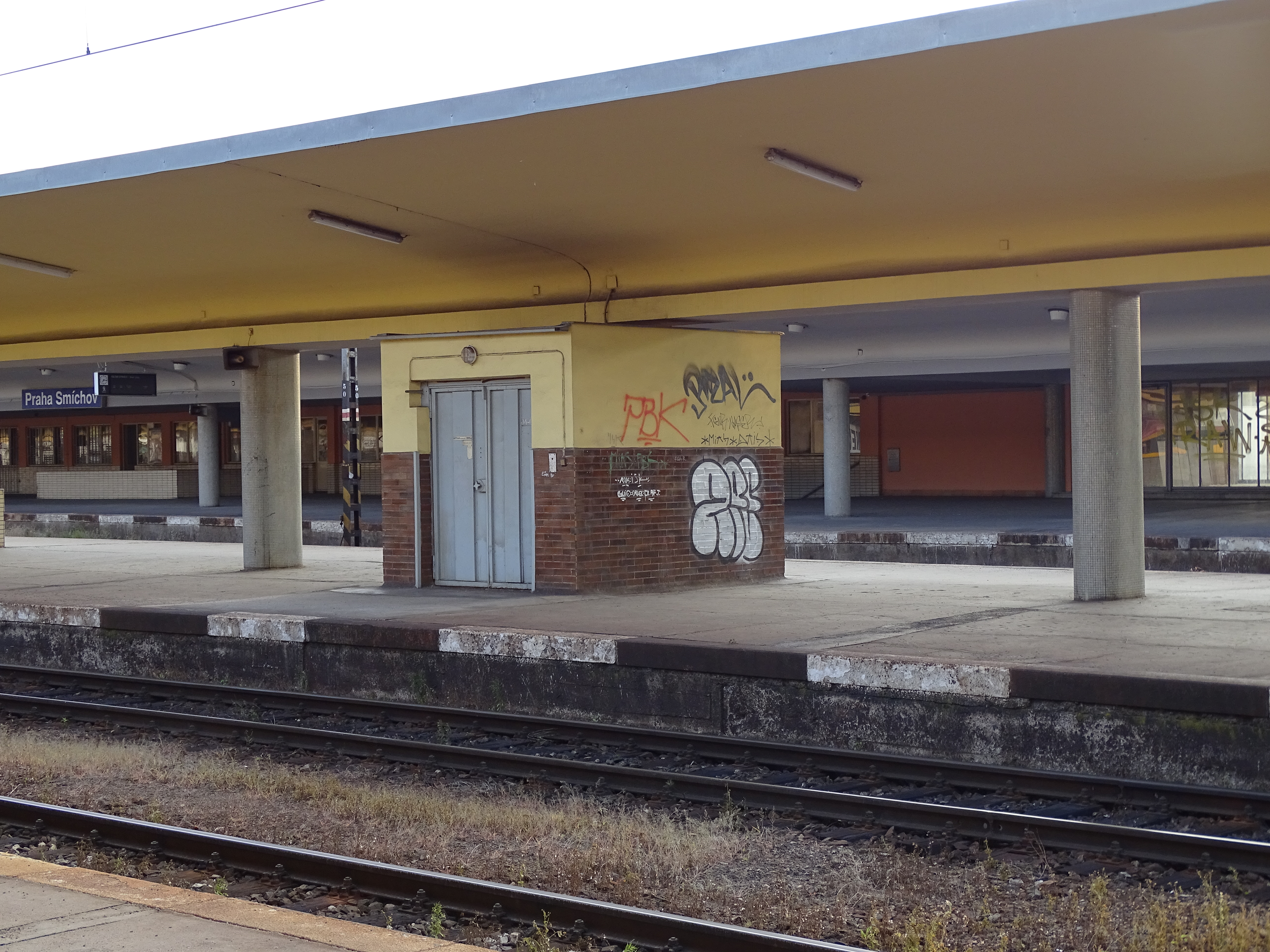
Nákladový výtah na nástupiště
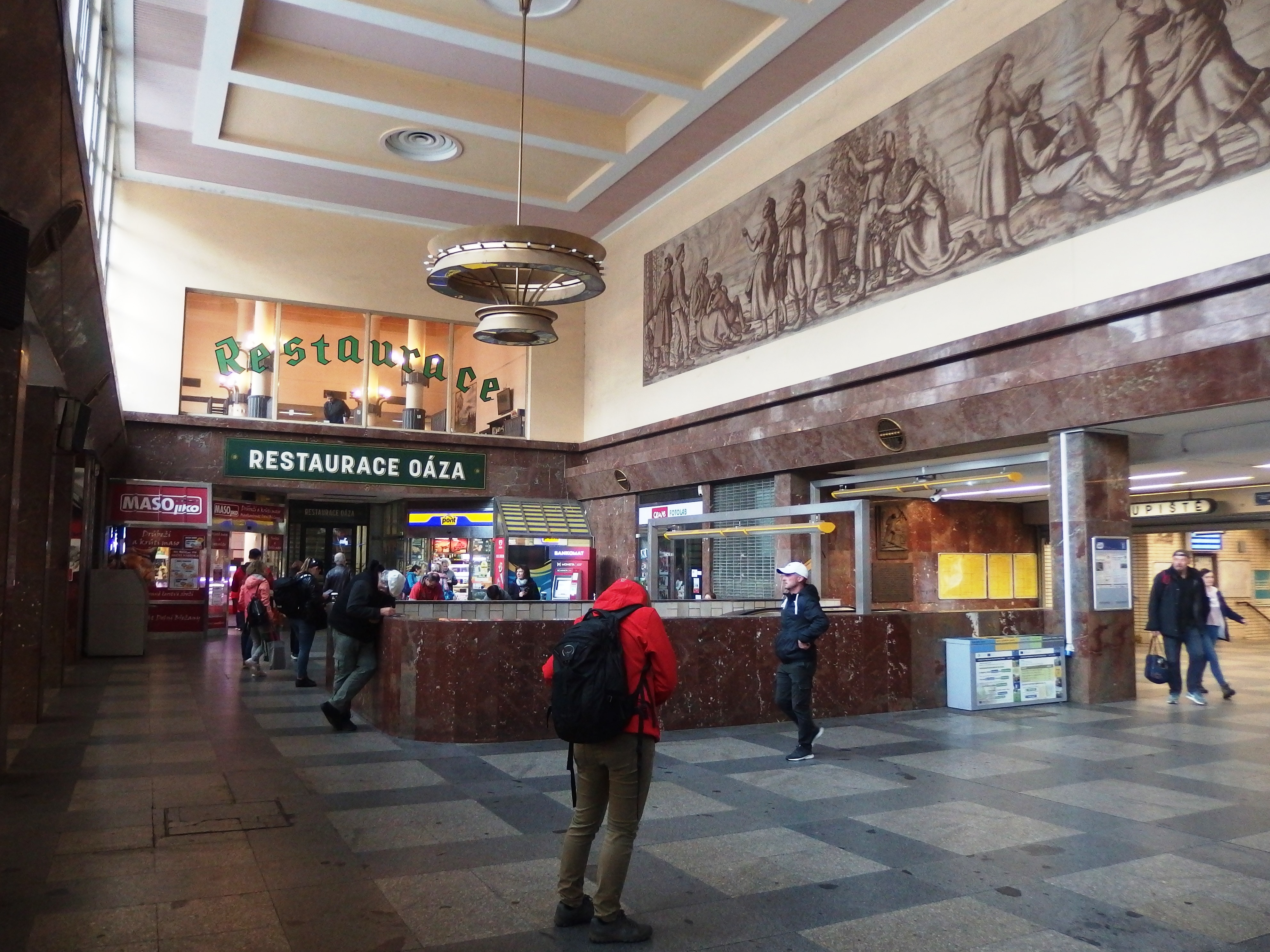
Vestibul a restaurace Oaza
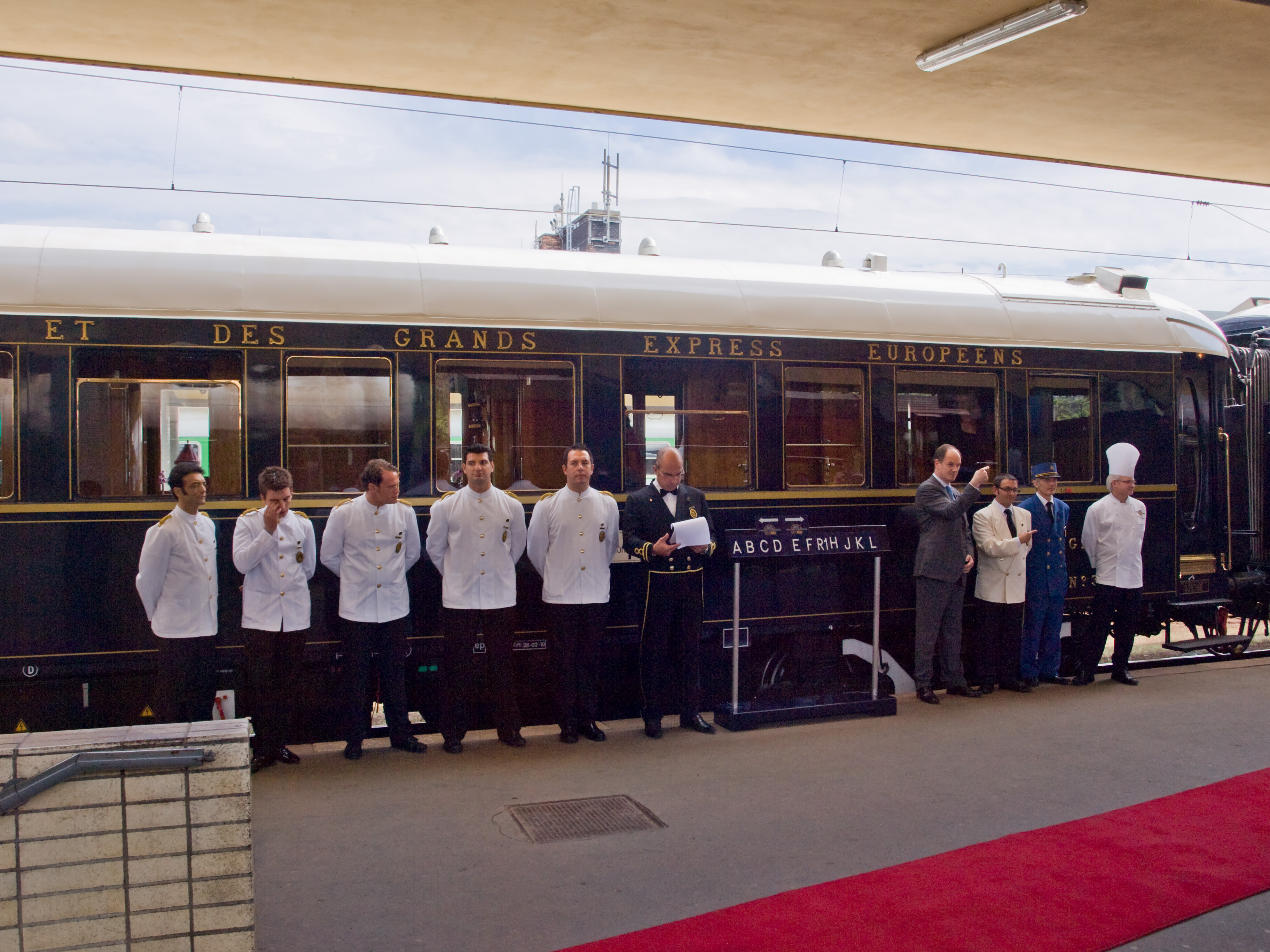
Orient-Expres na Smíchově
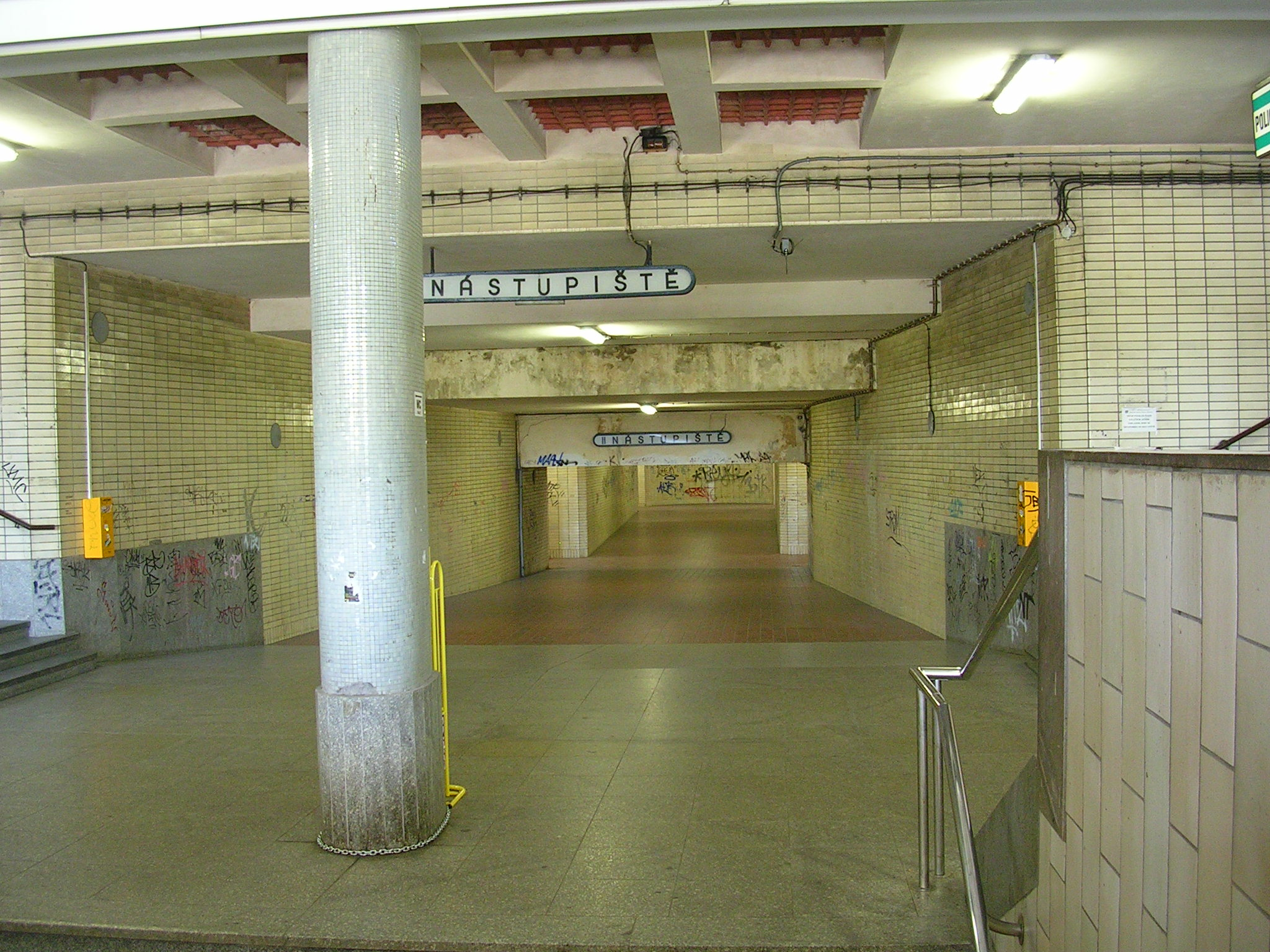
Podchod
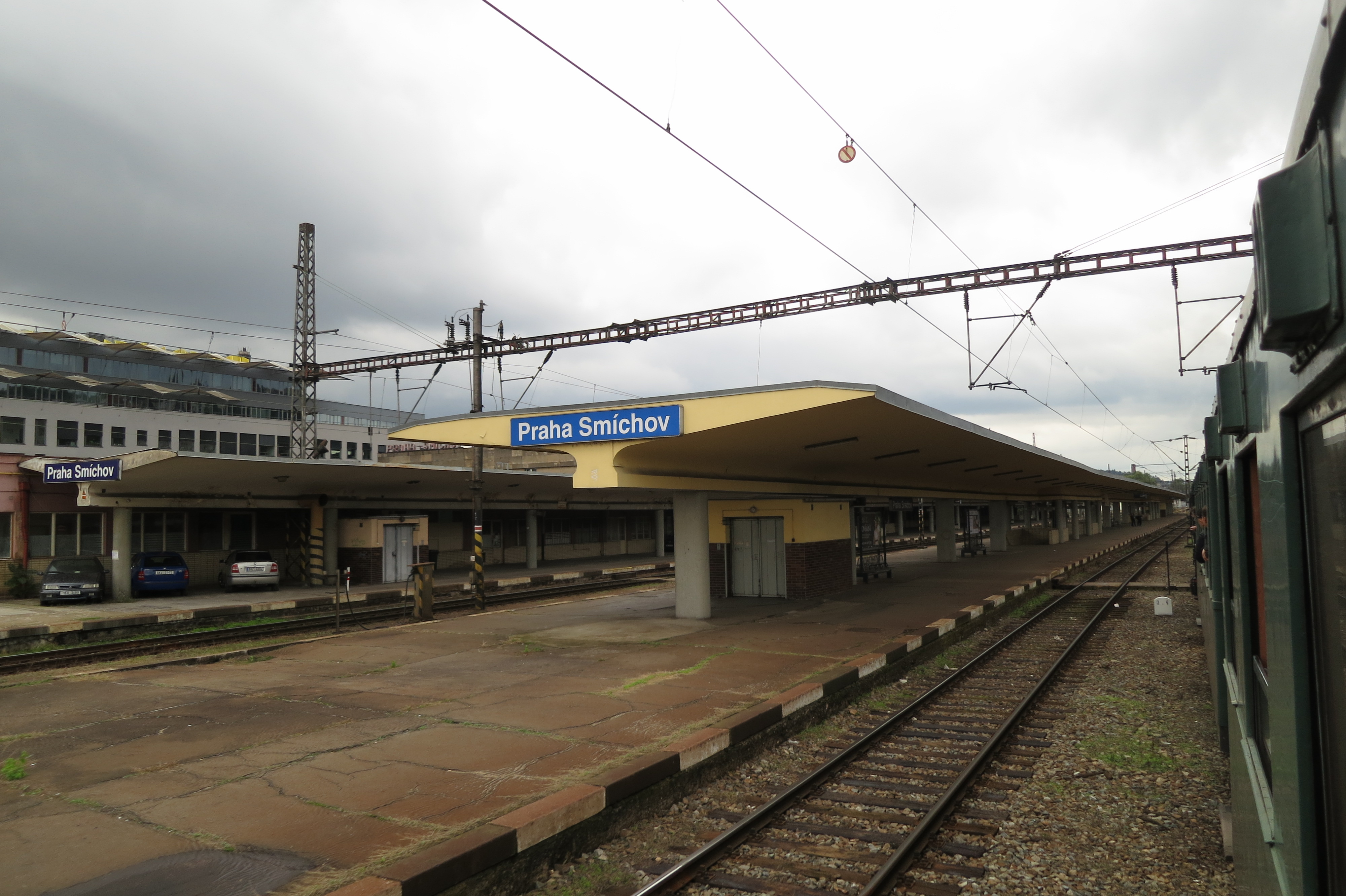
Pohled na nástupiště
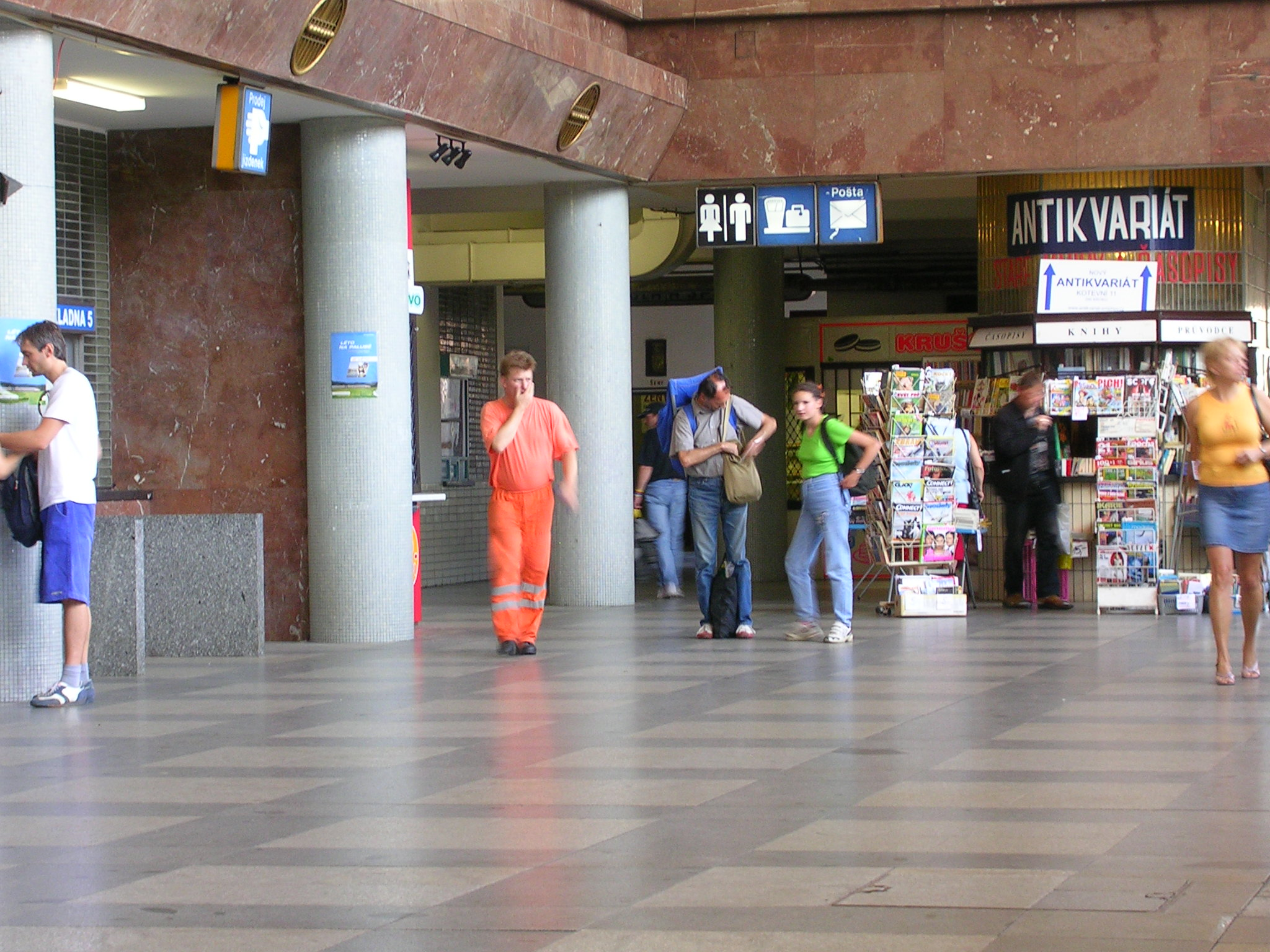
Vestibul
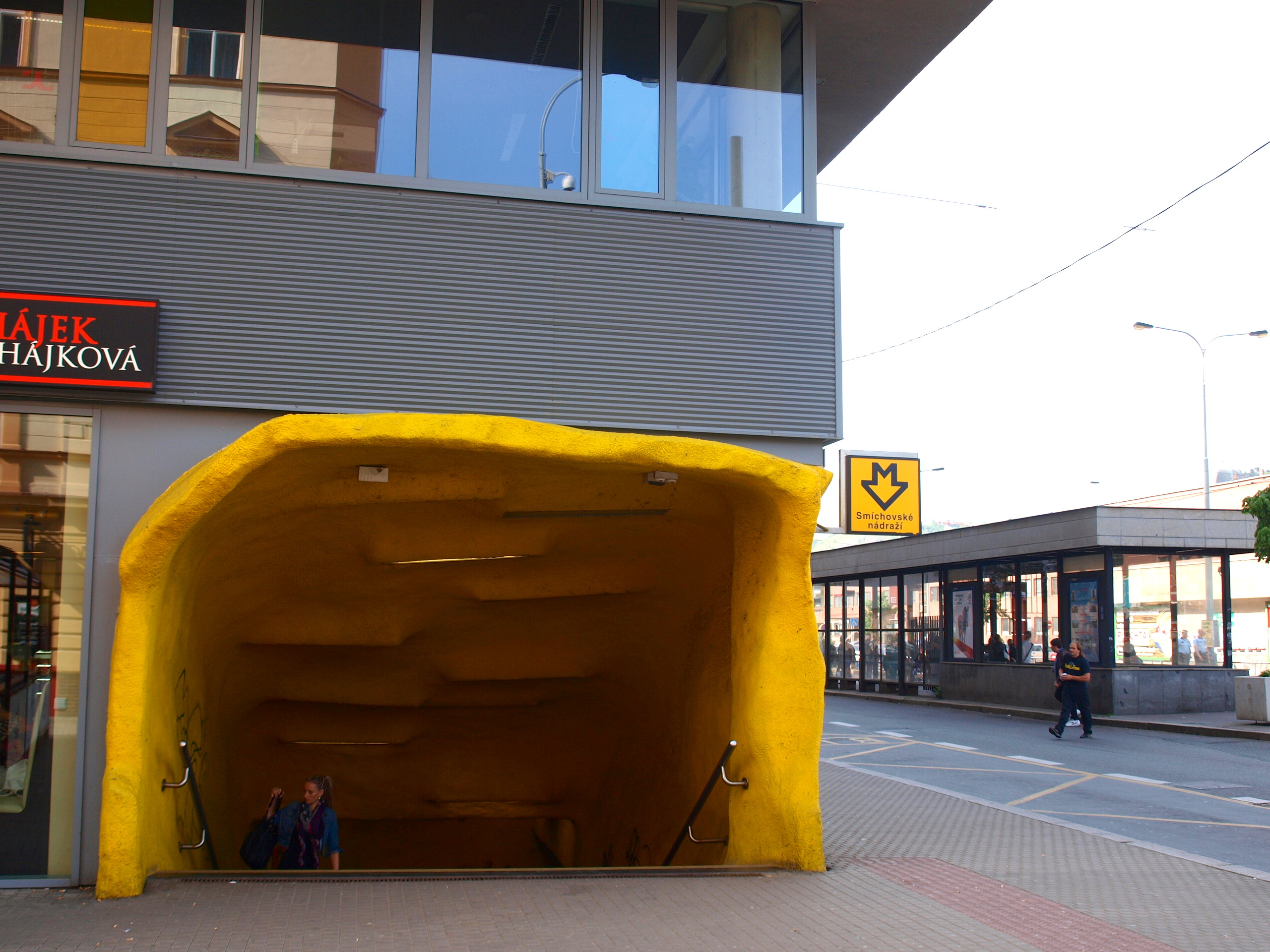
Jeden ze vstupů do stanice metra Smíchovské nádraží
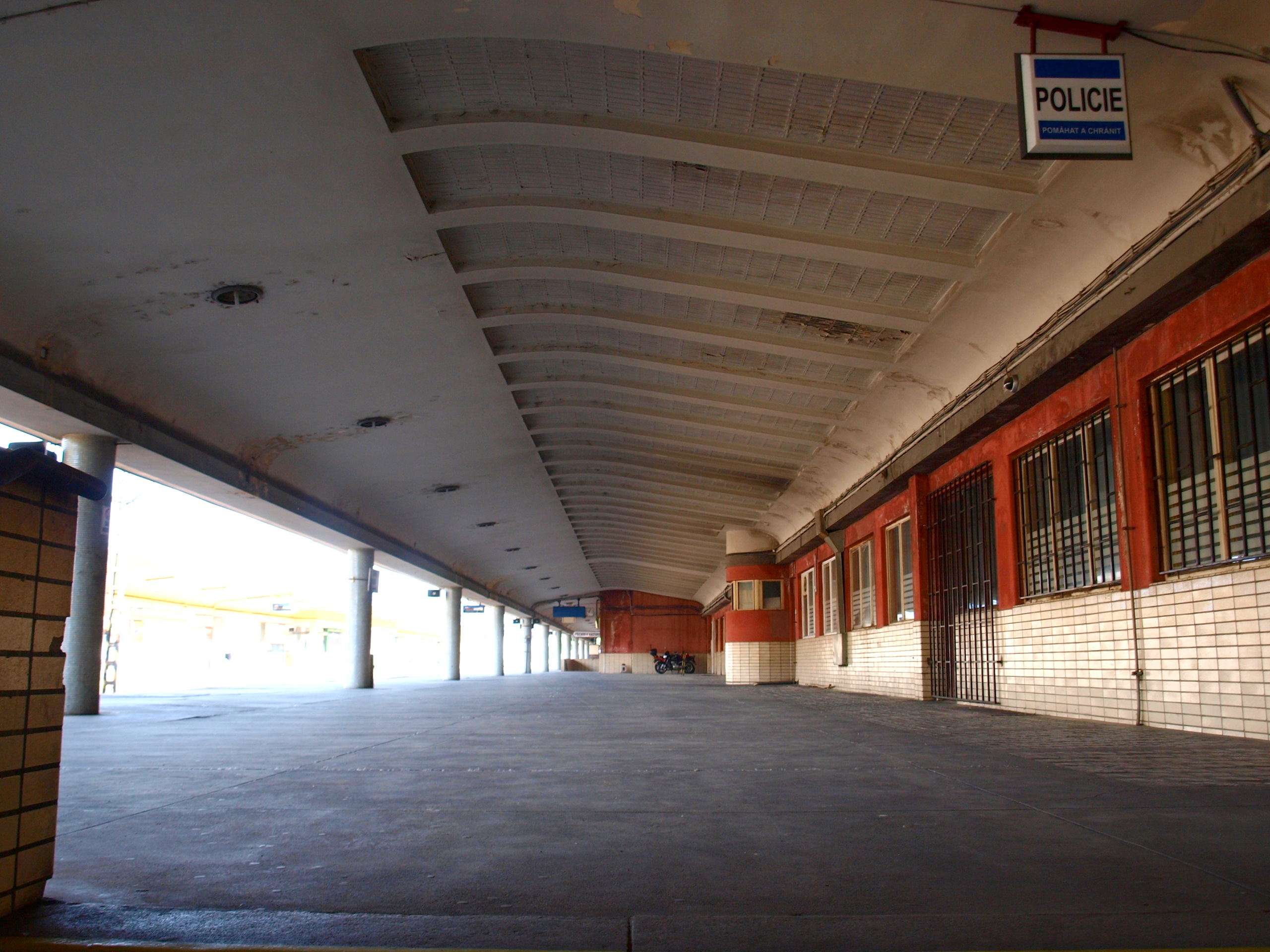
1. nástupiště